# Logan Bailly
Logan Bailly (ur. 27 grudnia 1985 w Liège) – belgijski piłkarz występujący na pozycji bramkarza.

## Kariera klubowa
Logan Bailly zawodową karierę rozpoczynał w 2002 roku w KRC Genk. Sezon 2003/2004 razem z dziesięcioma innymi zawodnikami Genku spędził na wypożyczeniu w Heusden-Zolder, dla którego rozegrał szesnaście meczów w drugiej lidze.
Następnie Bailly powrócił do KRC Genk i zadebiutował w pierwszym zespole, jednak przez dwa sezony pełnił rolę rezerwowego dla Jana Moonsa. Miejsce w pierwszym składzie miał zapewnione od początku rozgrywek 2006/2007, ponieważ Moons latem odszedł do Lierse. 11 listopada 2006 roku Bailly przedłużył swój kontrakt z klubem do lipca 2011 roku. W 33 rozegranych przez siebie spotkaniach belgijski bramkarz aż czternaście razy zachował czyste konto i w dużym stopniu przyczynił się do wywalczenia przez swój zespół wicemistrzostwa kraju. W sezonie 2007/2008 Bailly wciąż był pierwszym bramkarzem w drużynie i wziął udział w 31 ligowych pojedynkach. Genk w lidze radził sobie już jednak znacznie gorzej i w końcowej tabeli zajął dopiero dziesiąte miejsce.
23 grudnia 2008 Bailly podpisał kontrakt z Borussią Mönchengladbach obowiązujący do 2013 roku, jednak do zespołu dołączył dopiero w styczniu 2009 roku. W Bundeslidze zadebiutował 31 stycznia 2009 w przegranym 2:0 meczu z VfB Stuttgart.
18 marca 2011 strzelił bramkę samobójczą w meczu przeciwko 1. FC Kaiserslautern, który ostatecznie Borussia przegrała u siebie 0:1. Po wrzutce z rzutu rożnego Bailly nieczysto trafił rękoma w piłkę, która wpadła do siatki. Został wypożyczony do Neuchâtel Xamax. W 2012 roku był wypożyczony do KRC Genk, a następnie odszedł do OH Leuven.
W 2015 roku został zawodnikiem szkockiego Celtiku, a w 2017 trafił do klubu Royal Excel Mouscron. W latach 2018–2020 grał w UR Namur.

## Kariera reprezentacyjna
Bailly ma za sobą dwa występy w reprezentacji Belgii do lat 21. Zadebiutował w niej 7 października 2006 roku w zremisowanym 1:1 meczu z Bułgarią. Następnie razem z seniorską reprezentacją brał udział w eliminacjach do Euro 2008, gdzie po Stijnie Stijnenie i Brianie Vandenbussche był trzecim bramkarzem „Czerwonych Diabłów”.
W późniejszym czasie Bailly znalazł się w kadrze na Igrzyska Olimpijskie w Pekinie. Belgowie w turnieju piłkarskim zajęli czwarte miejsce przegrywając w meczu o brązowy medal z Brazylią 0:3. Na igrzyskach gracz KRC Genk był podstawowym zawodnikiem swojego zespołu i bronił we wszystkich sześciu spotkaniach. W wygranym 3:2 ćwierćfinałowym pojedynku z Włochami w 68. minucie zmienił go Yves Makabu-Makalambay.